# Lista de telenovelas reprisadas pela Rede Manchete
Esta é a lista de telenovelas e minisséries reprisadas pela extinta Rede Manchete. 

## Telenovelas em ordem de exibição

### Década de 1980
| #  | Telenovela    | Início                | Termino              | Caps. | Horário | Autoria                          | Horário original | Exibição  | Ref.  |
| -- | ------------- | --------------------- | -------------------- | ----- | ------- | -------------------------------- | ---------------- | --------- | ----- |
| 01 | Antônio Maria | 8 de dezembro de 1986 | 8 de maio de 1987    | 105   | 14h15   | Geraldo Vietri                   | 18h30            | 1985      | [ 1 ] |
| 02 | Novo Amor     | 11 de maio de 1987    | 31 de julho de 1987  | 59    | 14h15   | Manoel Carlos                    | 21h30            | 1986      | [ 2 ] |
| 03 | Tudo ou Nada  | 3 de agosto de 1987   | 8 de março de 1988   | 90    | 14h15   | José Antônio de Souza            | 19h45            | 1986-1987 | [ 3 ] |
| 04 | Dona Beija    | 9 de maio de 1988     | 20 de agosto de 1988 | 89    | 21h30   | Wilson Aguiar Filho              | 21h30            | 1986      | [ 4 ] |
| 05 | Corpo Santo   | 5 de dezembro de 1988 | 20 de julho de 1989  | 150   | 13h00   | José Louzeiro e Cláudio McDowell | 21h30            | 1987      | [ 5 ] |
| 06 | Helena        | 9 de janeiro de 1989  | 15 de julho de 1990  | 150   | 21h30   | Mário Prata                      | 19h45            | 1987      | [ 6 ] |

### Década de 1990
| #  | Telenovela                         | Início                 | Termino                 | Caps. | Horário   | Autoria                            | Horário original | Exibição  | Ref.   |
| -- | ---------------------------------- | ---------------------- | ----------------------- | ----- | --------- | ---------------------------------- | ---------------- | --------- | ------ |
| 07 | Carmem                             | 19 de março de 1990    | 7 de junho de 1990      | 69    | 13h00     | Glória Perez                       | 21h30            | 1987-1988 | [ 7 ]  |
| 08 | Kananga do Japão                   | 21 de março de 1990    | 18 de janeiro de 1991   | 203   | 19h30     | Wilson Aguiar Filho                | 21h30            | 1989-1990 | [ 8 ]  |
| 09 | Corpo Santo                        | 21 de janeiro de 1991  | 15 de junho de 1991     | 119   | 19h30     | José Louzeiro e Cláudio McDowell   | 21h30            | 1987      | [ 5 ]  |
| 10 | Pantanal                           | 17 de junho de 1991    | 18 de janeiro de 1992   | 176   | 19h30     | Benedito Ruy Barbosa               | 21h30            | 1990      | [ 9 ]  |
| 11 | Paixão e Ódio                      | 4 de maio de 1992      | 3 de julho de 1992      | 54    | 18h00     | William J. Bell e Lee Phillip Bell | 22h30            | 1991-1992 | [ 10 ] |
| 12 | Tudo ou Nada                       | 28 de setembro de 1992 | 14 de novembro de 1992  | 40    | 19h30     | José Antônio de Souza              | 19h45            | 1986-1987 | [ 3 ]  |
| 13 | Dona Beija                         | 5 de outubro de 1992   | 11 de março de 1993     | 102   | 21h30     | Wilson Aguiar Filho                | 21h30            | 1986      | [ 4 ]  |
| 14 | A História de Ana Raio e Zé Trovão | 29 de março de 1993    | 30 de julho de 1993     | 92    | 18h30     | Marcos Caruso e Rita Buzzar        | 21h30            | 1990-1991 | [ 11 ] |
| 15 | Helena                             | 5 de julho de 1993     | 25 de fevereiro de 1994 | 158   | 16h00     | Mário Prata                        | 19h45            | 1987      | [ 6 ]  |
| 16 | Corpo Santo                        | 2 de agosto de 1993    | 26 de novembro de 1993  | 94    | 18h30     | José Louzeiro e Cláudio McDowell   | 21h30            | 1987      | [ 5 ]  |
| 17 | Kananga do Japão                   | 18 de março de 1997    | 10 de outubro de 1997   | 149   | 19h00/20h | Wilson Aguiar Filho                | 21h30            | 1989-1990 | [ 8 ]  |
| 18 | Pantanal                           | 26 de outubro de 1998  | 14 de julho de 1999     | 217   | 21h15     | Benedito Ruy Barbosa               | 21h30            | 1990      | [ 9 ]  |

## Minisséries em ordem de exibição

### Década de 1980
| #  | Minissérie        | Início                 | Termino                | Caps. | Horário | Autoria                            | Horário original | Exibição | Ref.   |
| -- | ----------------- | ---------------------- | ---------------------- | ----- | ------- | ---------------------------------- | ---------------- | -------- | ------ |
| 01 | Marquesa de Santo | 6 de janeiro de 1986   | 7 de fevereiro de 1986 | 16    | 21h30   | Wilson Aguiar Filho                | 21h30            | 1984     | [ 12 ] |
| 02 | Viver a Vida      | 22 de setembro de 1986 | 31 de outubro de 1986  | 30    | 14h15   | Manoel Carlos                      | 21h30            | 1984     | [ 13 ] |
| 03 | Tudo em Cima      | 3 de novembro de 1986  | 5 de dezembro de 1986  | 25    | 14h15   | Bráulio Pedroso e Geraldo Carneiro | 21h30            | 1985     | [ 14 ] |
| 04 | Tudo em Cima      | 23 de março de 1987    | 15 de abril de 1987    | 23    | 19h45   | Bráulio Pedroso e Geraldo Carneiro | 21h30            | 1985     | [ 14 ] |
| 05 | Tudo em Cima      | 24 de julho de 1989    | 25 de agosto de 1989   | 22    | 13h00   | Bráulio Pedroso e Geraldo Carneiro | 21h30            | 1985     | [ 14 ] |

### Década de 1990
| #  | Minissérie          | Início                  | Termino                 | Caps. | Horário | Autoria                | Horário original | Exibição | Ref.   |
| -- | ------------------- | ----------------------- | ----------------------- | ----- | ------- | ---------------------- | ---------------- | -------- | ------ |
| 06 | Escrava Anastácia   | 10 de setembro de 1990  | 13 de setembro de 1990  | 4     | 22h50   | Paulo César Coutinho   | 22h50            | 1990     | [ 15 ] |
| 07 | Rosa dos Rumos      | 2 de dezembro de 1991   | 7 de dezembro de 1991   | 6     | 21h30   | Walcyr Carrasco        | 22h30            | 1990     | [ 16 ] |
| 08 | Floradas na Serra   | 20 de janeiro de 1992   | 15 de fevereiro de 1992 | 24    | 19h30   | Geraldo Vietri         | 22h30            | 1991     | [ 17 ] |
| 09 | Filhos do Sol       | 17 de fevereiro de 1992 | 6 de março de 1992      | 14    | 19h30   | Walcyr Carrasco        | 22h30            | 1991     | [ 18 ] |
| 10 | O Farol             | 23 de março de 1992     | 4 de abril de 1992      | 11    | 19h30   | Paulo Halm             | 22h30            | 1991     | [ 19 ] |
| 11 | Ilha das Bruxas     | 6 de abril de 1992      | 1 de maio de 1992       | 23    | 19h30   | Paulo Figueiredo       | 22h30            | 1991     | [ 20 ] |
| 12 | Mãe de Santo        | 18 de maio de 1992      | 11 de junho de 1992     | 18    | 19h30   | Paulo César Figueiredo | 22h30            | 1991     | [ 21 ] |
| 13 | O Guaraní           | 15 de junho de 1992     | 11 de julho de 1992     | 21    | 19h30   | Walcyr Carrasco        | 22h30            | 1991     | [ 22 ] |
| 14 | Rosa dos Rumos      | 10 de agosto de 1992    | 11 de agosto de 1992    | 6     | 19h30   | Walcyr Carrasco        | 22h30            | 1991     | [ 16 ] |
| 15 | O Farol             | 7 de novembro de 1994   | 18 de novembro de 1994  | 10    | 19h30   | Paulo Halm             | 22h30            | 1991     | [ 19 ] |
| 16 | Ilha das Bruxas     | 21 de novembro de 1994  | 16 de dezembro de 1994  | 20    | 19h30   | Paulo Figueiredo       | 22h30            | 1991     | [ 20 ] |
| 17 | Na Rede de Intrigas | 19 de dezembro de 1994  | 20 de janeiro de 1995   | 25    | 19h30   | Geraldo Vietri         | 22h30            | 1991     | [ 23 ] |
| 18 | Floradas na Serra   | 23 de janeiro de 1995   | 23 de fevereiro de 1995 | 24    | 19h30   | Wilson Aguiar Filho    | 22h30            | 1991     | [ 17 ] |